# Ludwig (Anhalt-Köthen-Pleß)

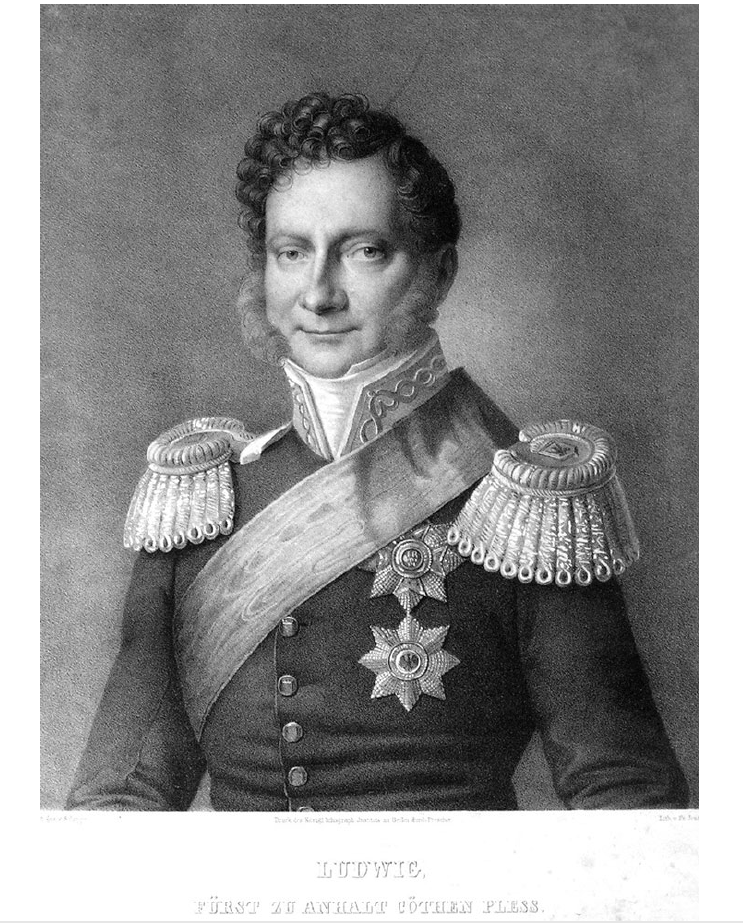
Ludwig von Anhalt-Köthen-Pleß (1783–1843), Bild aus dem Historischen Museum für Mittelanhalt & Bach-Gedenkstätte

Ludwig von Anhalt-Köthen-Pleß (* 16. Juli 1783; † 5. November 1841) aus dem Geschlecht der Askanier war Fürst zu Anhalt-Köthen-Pleß.

## Leben
Ludwig war der jüngste Sohn von Fürst Friedrich Erdmann von Anhalt-Köthen-Pleß (1731–1797) und Gräfin Louise zu Stolberg-Wernigerode (1744–1784).
Im Jahre 1765 ging die Standesherrschaft Pleß an das Haus Anhalt-Köthen über, die Graf Johann Erdmann von Promnitz (1719–1785) seinem Neffen Friedrich Erdmann gegen eine Rente überließ, weshalb dieser den Titel eines Fürsten von Anhalt-Köthen-Pleß annahm. Somit wurde Pleß zu einer Sekundogenitur Anhalt-Köthens. Im Jahr 1767 wurde er durch König Friedrich II. von Preußen auch offiziell mit Pleß belehnt. 1818 trat Heinrich die Regierung im oberschlesischen Pleß an. Zur Thronbesteigung seines Bruders Ferdinand im Herzogtum Anhalt-Köthen überließ dieser ihm die preußische Standesherrschaft. Nach dem Tod des kinderlosen Ferdinand 1830 bestieg Heinrich den Köthener Thron und überließ Pleß seinem jüngsten Bruder Ludwig.
Ludwig quittierte 1804 den Dienst in der preußischen Armee, im Rang eines Kapitäns. Unter den als unternehmerisch beschriebenen Fürsten entwickelte sich die Standesherrschaft industriell enorm, an dieser Entwicklung hatte auch Ludwig regen Anteil. Ludwig erhielt 1833 den Roten Adlerorden 1. Klasse und war weiterhin auch Ritter des Schwarzen Adlerordens. Er war ebenfalls Ritter des bayerischen Ordens des Heiligen Hubertus und Ritter des österreichischen Orden der Eisernen Krone. Er war als Fürst und Standesherr für den Provinzial-Landtag des Herzogtums Schlesien zugelassen.
Mit dem ebenfalls kinderlose Tod von Ludwig fiel die Standesherrschaft Pleß zurück an seinen Bruder Heinrich. Nach dessen Tod 1847 fiel Anhalt-Köthen zunächst an Anhalt-Bernburg, Pless aber kam im Erbgang an beider Fürsten Neffen Hans Heinrich X. von Hochberg.